# Операция на ООН в Кот д'Ивоар
Операцията на ООН в Кот д'Ивоар (United Nations Operation in Côte d'Ivoire, акроним UNOCI) е мироопазваща мисия на Организацията на обединените нации в Кот д'Ивоар. Създадена е през април 2004 г.
Нейната цел е „да улесни изпълнението от котдивоарските страни на мирното споразумение, подписано от тях през януари 2003 г.“ (с което е направен опит за прекратяване на гражданската война в страната).
2-те основни ивоарски организации са котдивоарското правителство, което контролира южната част на страната, и т.нар. „Нови сили“ (бивши бунтовници), които контролират северната част.
Целта на UNOCI е да упражни контрол върху „зоната на увереност“, намираща се в центъра на страната – т.е. между 2-те враждуващи страни.